# Andrew Nkea Fuanya
Andrew Nkea Fuanya (Widikum, 29 agosto 1965) è un arcivescovo cattolico camerunese, dal 30 dicembre 2019 arcivescovo metropolita di Bamenda.

## Biografia
Andrew Nkea Fuanya è nato a Widikum il 29 agosto 1965.

### Formazione e ministero sacerdotale
Ha compiuto gli studi primari nella scuola "Cristo Re" a Tiko e quelli secondari presso il seminario minore "Bishop Rogan" di Buéa. Ha studiato la filosofia e teologia presso il seminario maggiore "San Tommaso d'Aquino" di Bamenda.
Il 22 aprile 1992 è stato ordinato presbitero per la diocesi di Buéa. In seguito è stato vicario parrocchiale della parrocchia di San Giovanni Bosco a Bonge dal 1992 al 1993; parroco della parrocchia di San Luca a Nyandong dal 1993 al 1995 e segretario-cancelliere della diocesi dal 1995 al 1999. Nel 1999 è stato inviato a Roma per studi. Nel 2003 ha conseguito il dottorato in diritto canonico presso la Pontificia università urbaniana. Tornato in patria è stato di nuovo segretario-cancelliere della diocesi dal 2003 al 2007; professore e formatore presso il seminario maggiore "San Tommaso d'Aquino" di Bamenda dal 2007 al 2010 e membro della commissione per la dottrina della Conferenza episcopale nazionale, vicario giudiziale del tribunale ecclesiastico della provincia ecclesiastica di Bamenda, segretario generale della Conferenza episcopale della provincia ecclesiastica di Bamenda, presidente dell'Associazione nazionale camerunense di diritto canonico e segretario generale dell'Università Cattolica del Camerun a Bamenda.

### Ministero episcopale

Stemma di monsignor Brennan come vescovo di Mamfe.

Il 10 luglio 2013 papa Francesco lo ha nominato vescovo coadiutore di Mamfe. Ha ricevuto l'ordinazione episcopale il 23 agosto 2013 dalle mani dell'arcivescovo Piero Pioppo nunzio apostolico in Camerun, co-consacranti il vescovo di Mamfe Francis Teke Lysinge e quello di Buéa Emmanuel Bushu. Il 25 gennaio 2014 è succeduto alla medesima sede.
Partecipò alla XIV assemblea generale ordinaria del Sinodo dei vescovi che ha avuto luogo nella Città del Vaticano dal 4 al 25 ottobre 2015 sul tema "La vocazione e la missione della famiglia nella Chiesa e nel mondo contemporaneo"  e alla XV assemblea generale ordinaria del Sinodo dei vescovi che ha avuto luogo nella Città del Vaticano dal 3 al 28 ottobre 2018 sul tema "I giovani, la fede e il discernimento vocazionale".
Il 3 maggio 2019 è stato eletto vicepresidente della Conferenza episcopale nazionale del Camerun.
Il 30 dicembre 2019 lo stesso papa Francesco lo ha promosso arcivescovo metropolita di Bamenda. Ha preso possesso dell'arcidiocesi il 22 febbraio 2020.
Dal 30 aprile 2022 è anche presidente della Conferenza episcopale nazionale del Camerun.

## Genealogia episcopale e successione apostolica
La genealogia episcopale è:
- Cardinale Scipione Rebiba
- Cardinale Giulio Antonio Santori
- Cardinale Girolamo Bernerio, O.P.
- Arcivescovo Galeazzo Sanvitale
- Cardinale Ludovico Ludovisi
- Cardinale Luigi Caetani
- Cardinale Ulderico Carpegna
- Cardinale Paluzzo Paluzzi Altieri degli Albertoni
- Papa Benedetto XIII
- Papa Benedetto XIV
- Cardinale Enrico Enriquez
- Arcivescovo Manuel Quintano Bonifaz
- Cardinale Buenaventura Córdoba Espinosa de la Cerda
- Cardinale Giuseppe Maria Doria Pamphilj
- Papa Pio VIII
- Papa Pio IX
- Cardinale Gustav Adolf von Hohenlohe-Schillingsfürst
- Arcivescovo Salvatore Magnasco
- Cardinale Gaetano Alimonda
- Cardinale Agostino Richelmy
- Vescovo Giuseppe Castelli
- Vescovo Gaudenzio Binaschi
- Arcivescovo Albino Mensa
- Cardinale Tarcisio Bertone, S.D.B.
- Arcivescovo Piero Pioppo
- Arcivescovo Andrew Nkea Fuanya

La successione apostolica è:
- Vescovo Aloysius Fondong Abangalo (2022)